# 歌川種景
歌川 種景（うたがわ たねかげ、生没年不詳）とは、江戸時代の浮世絵師。

## 来歴
歌川国種の門人。歌川の画姓を称し作画期は文政の頃とされる。『浮世絵編年史』と『増訂浮世絵』によれば、文政11年（1828年）建立の豊国先生瘞筆之碑に「国種社中」として「種景」の名があるが、作や経歴については不明。